# ジーンピクシブ
『ジーンピクシブ』は、『月刊コミックジーン』（KADOKAWA）と「pixivコミック」（ピクシブ）によるウェブコミック配信サイト。「pixivコミック」内で2014年10月27日より配信。
当初は毎月15日・27日更新であったが、2016年5月より毎週金曜更新となった。
「もう1つのコミックジーン」をテーマにしており、pixivで人気の作品と『月刊コミックジーン』連載作家の作品の両方がラインナップされている。

## 現在の連載作品
| 作品名                                                 | 作者（作画）     | 原作者など                             | 開始日         | 備考                   |
| ------------------------------------------------------ | ---------------- | -------------------------------------- | -------------- | ---------------------- |
| ナカノヒトゲノム【実況中】                             | おそら           |                                        | 2014年10月27日 | 2020年4月3日より休載中 |
| アフリカのサラリーマン                                 | ガム             |                                        | 2014年12月26日 |                        |
| そうしそうあい                                         | りべるむ         |                                        | 2015年8月27日  |                        |
| 佐々木と宮野                                           | 春園ショウ       |                                        | 2016年2月26日  |                        |
| 君には届かない。                                       | みか             |                                        | 2018年11月23日 |                        |
| みなと商事コインランドリー                             | 缶爪さわ（漫画） | 椿ゆず（原作）                         | 2019年12月6日  |                        |
| 今日、不良を拾う                                       | 七生（漫画）     | 夏野夕方（原作）                       | 2022年1月1日   |                        |
| はむはむづくし                                         | はむはむ         |                                        | 2022年4月1日   |                        |
| ぼくもいっしょ!                                        | らくだ           |                                        | 2022年4月29日  |                        |
| イケメン男装レイヤーに恋してる!!                       | YUNOKI           |                                        | 2022年7月22日  |                        |
| 十色くんは近づきたいからあきらめない                   | はしこ           |                                        | 2022年10月7日  |                        |
| 俺が創造主になった世界で俺の推しカプだけがくっつかない | 貫井なお         |                                        | 2022年11月4日  |                        |
| イケメン様でも青春したい!                              | あとろ           |                                        | 2022年12月2日  |                        |
| MILGRAM 実験監獄と看守の少女                           | 琊依（漫画）     | 波摘（原作） DECO*27、山中拓也（原案） | 2023年2月24日  |                        |
| オオカミ男とのらいぬ男                                 | ひがしづむ       |                                        | 2023年4月7日   |                        |
| 恋の幽霊                                               | ほとなか         |                                        | 2023年6月23日  |                        |
| けやき商店街 桜ノ湯                                    | 杜若わか（漫画） | 椿ゆず（原作）                         | 2023年7月7日   |                        |
| 隣のアンチくん                                         | 下瀬川ひなる     |                                        | 2023年7月21日  |                        |
| ちあきくん見守り俱楽部                                 | 鮎川長良         |                                        | 2023年9月8日   |                        |

## 過去の連載作品
| 作品名                                                        | 作者（作画）                             | 原作者など                                                                                 | 開始日         | 終了日         | 備考                                    |
| ------------------------------------------------------------- | ---------------------------------------- | ------------------------------------------------------------------------------------------ | -------------- | -------------- | --------------------------------------- |
| 学生組-悪魔は隣の席-                                          | Re:                                      |                                                                                            | 2014年10月27日 | 2015年5月27日  |                                         |
| T-REXな彼女                                                   | 三三                                     |                                                                                            | 2014年10月27日 | 2015年12月25日 |                                         |
| 煉獄のトリスアギオン                                          | しばの番茶                               | 瑞智士記（原作）                                                                           | 2014年10月27日 | 2016年9月2日   |                                         |
| 飼い主獣人とペット女子高生                                    | 野干ツヅラ                               |                                                                                            | 2014年10月27日 | 2020年3月27日  |                                         |
| あしょんでよッ 〜うちの犬ログ〜                               | らくだ                                   |                                                                                            | 2014年10月27日 | 2021年12月31日 |                                         |
| メミニッセ                                                    | 塩塚誠                                   |                                                                                            | 2014年11月27日 | 2016年1月27日  |                                         |
| 月下ノ外レ外道                                                | 沙雪                                     |                                                                                            | 2014年11月27日 | 2017年2月17日  |                                         |
| 常盤さんと井上くんの妄信                                      | 杜若わか                                 |                                                                                            | 2014年12月26日 | 2016年10月21日 |                                         |
| 学生戦争〜双極の運命〜                                        | 結城あみの（漫画）                       | 岡嶋心（シナリオ協力） 千景（原案）                                                        | 2015年3月27日  | 2015年12月27日 |                                         |
| 獄都事変                                                      | あおのなち（漫画）                       | リンネ堂（原作） SUNPLANT（原作協力）                                                      | 2015年5月27日  | 2017年1月27日  |                                         |
| 大海原と大海原                                                | 海底囚人                                 |                                                                                            | 2015年8月13日  | 2016年11月4日  | 続編「死の海編」は『MANGA pixiv』に移籍 |
| ガイコツ書店員 本田さん                                       | 本田                                     |                                                                                            | 2015年8月27日  | 2019年3月22日  |                                         |
| 居候の赤井さん                                                | 三角勤                                   |                                                                                            | 2015年8月27日  | 2016年11月25日 |                                         |
| 結婚しても恋してる                                            | 白虎（漫画）                             | shin5（原作）                                                                              | 2015年8月27日  | 2017年3月10日  |                                         |
| そいね屋本舗                                                  | 岩飛猫                                   |                                                                                            | 2015年10月27日 | 2016年2月26日  |                                         |
| 殺伐シェアライフ                                              | わんにゃんぷー（漫画）                   | 魚介忘太（原作）                                                                           | 2015年12月25日 | 2018年1月19日  |                                         |
| いつか、キミが隣で目覚めたら                                  | 葵季むつみ                               |                                                                                            | 2015年12月25日 | 2016年12月22日 |                                         |
| 日刊ヤンデレ夫婦漫画                                          | キュン妻                                 |                                                                                            | 2015年12月25日 | 2016年11月25日 |                                         |
| 芋虫少女とコミュ障男子                                        | 三三                                     |                                                                                            | 2016年4月27日  | 2017年6月9日   |                                         |
| ゴメスが見てる!?                                              | ヤマモト喜怒                             |                                                                                            | 2016年9月16日  | 2017年10月20日 |                                         |
| オークは望まない                                              | 島崎無印                                 |                                                                                            | 2016年9月23日  | 2016年11月25日 |                                         |
| きょうの横山家                                                | 横山了一                                 |                                                                                            | 2016年10月21日 | 2018年9月7日   |                                         |
| おとぎ話バトルロワイヤル                                      | 稲空穂                                   |                                                                                            | 2016年11月4日  | 2020年3月6日   |                                         |
| いじめっ子といじめられっ子のビターな恋物語                    | 十虎                                     |                                                                                            | 2016年11月4日  | 2018年1月5日   |                                         |
| 社畜に死神が憑く案件                                          | くろたま                                 |                                                                                            | 2016年11月11日 | 2018年8月10日  |                                         |
| 数学講師にメール誤爆したら結婚することになった件              | みそかつ（漫画）                         | きのこがゆ（原作）                                                                         | 2016年11月18日 | 2017年5月19日  |                                         |
| 戦国コミケ                                                    | 横山了一                                 |                                                                                            | 2016年12月30日 | 2021年12月31日 |                                         |
| 殺戮の天使 Episode.0                                          | 名束くだん（漫画）                       | 真田まこと(星屑KRNKRN)（原作）                                                             | 2017年3月3日   | 2023年3月31日  |                                         |
| 悔い改めよBANG☆                                               | まるのみ                                 |                                                                                            | 2017年3月17日  | 2018年7月27日  |                                         |
| ミュージアムの女                                              | 宇佐江みつこ                             |                                                                                            | 2017年4月28日  | 2017年9月8日   |                                         |
| 獄都新聞                                                      | be                                       | リンネ堂（原作） SUNPLANT（原作協力）                                                      | 2017年5月12日  | 2018年9月14日  |                                         |
| ライバルポジでもわたくしは                                    | かおもじ                                 |                                                                                            | 2017年5月19日  | 2018年9月14日  |                                         |
| 腐男子先生!!!!!                                               | 結城あみの（漫画）                       | 瀧ことは（原作）                                                                           | 2017年6月9日   | 2021年11月26日 |                                         |
| 台所のドラゴン                                                | みよしふるまち（漫画）                   | 縞田理理（原作）                                                                           | 2017年6月23日  | 2020年10月16日 |                                         |
| おじさんと恋愛未経験女                                        | tom等                                    |                                                                                            | 2017年6月30日  | 2019年10月18日 |                                         |
| マキとマミ〜上司が衰退ジャンルのオタ仲間だった話〜            | 町田粥                                   |                                                                                            | 2017年6月30日  | 2020年7月24日  |                                         |
| 映画大好きポンポさん                                          | 杉谷庄吾【人間プラモ】                   |                                                                                            | 2017年7月28日  | 2017年8月25日  |                                         |
| 難解な腐女子 〜生命の数だけ性癖はある〜                       | かおもじ                                 |                                                                                            | 2017年7月28日  | 2019年4月26日  |                                         |
| 愛してるって言いなさい。                                      | たかし♂                                  |                                                                                            | 2017年10月20日 | 2018年7月20日  |                                         |
| 生まれ変わってもまた、私と結婚してくれますか                  | 森永ミク                                 |                                                                                            | 2017年10月20日 | 2019年9月20日  |                                         |
| とあるお姫さまのはなし                                        | 亜乃アメ助                               |                                                                                            | 2017年11月24日 | 2019年3月22日  |                                         |
| うちタマ?!                                                    | 榎のと（漫画）                           | みなつきひまり（キャラクター原案） TVアニメ「3丁目のタマ うちのタマ知りませんか?」（原作） | 2018年3月16日  | 2018年12月28日 |                                         |
| 触手と社畜のアットホームな関係                                | 天津いまる                               |                                                                                            | 2018年4月27日  | 2020年4月3日   |                                         |
| スタイリッシュチートBBAと貧乏JK                               | 露久ふみ                                 |                                                                                            | 2018年5月4日   | 2021年12月17日 |                                         |
| 蟻魔君は魔法使い                                              | 伝子れんぢ                               |                                                                                            | 2018年7月6日   | 2020年6月12日  |                                         |
| 乙ゲーにトリップした俺♂                                       | 花乃軍                                   |                                                                                            | 2018年7月20日  | 2020年1月24日  |                                         |
| 映画大好きフランちゃん NYALLYWOOD STUDIOS SERIES              | 杉谷庄吾【人間プラモ】                   |                                                                                            | 2018年7月27日  | 2019年6月28日  |                                         |
| 女流作家とユキ                                                | なごり悠                                 |                                                                                            | 2018年10月12日 | 2019年6月14日  |                                         |
| 作者の画力が足りない。                                        | 次見やをら                               |                                                                                            | 2018年10月26日 | 2019年7月19日  |                                         |
| 田舎に帰るとやけになついた褐色ポニテショタがいる              | びみ太                                   |                                                                                            | 2018年10月26日 | 2021年7月2日   |                                         |
| 進捗どうですか?〜アラサー漫画家(♀)と17歳の編集者(♂)〜         | 紺野ぱる（漫画）                         | みやお（原作）                                                                             | 2018年11月9日  | 2019年7月26日  |                                         |
| キレップルの日常                                              | くろたま                                 |                                                                                            | 2019年1月18日  | 2020年4月24日  |                                         |
| オレは男装女子じゃない!                                       | きらた                                   |                                                                                            | 2019年3月29日  | 2019年5月31日  |                                         |
| 小児外科のゆうか先生                                          | 和乃アヤ子                               |                                                                                            | 2019年4月26日  | 2021年8月6日   |                                         |
| 疲れきった女が死ぬほど癒やされるために。                      | 山口えいと                               |                                                                                            | 2019年5月10日  | 2020年7月24日  |                                         |
| あなたのためなら女にでも                                      | つごもり                                 |                                                                                            | 2019年6月14日  | 2020年10月2日  |                                         |
| 佐原先生と土岐くん                                            | 鳥谷コウ                                 |                                                                                            | 2019年6月21日  | 2023年1月27日  |                                         |
| 僕達のファンになってください                                  | 霜月かいり                               |                                                                                            | 2019年6月28日  | 2020年4月24日  |                                         |
| 祖母と猫                                                      | ジビ                                     |                                                                                            | 2019年7月12日  | 2020年2月7日   |                                         |
| となりの筋肉女子                                              | 亜乃アメ助                               |                                                                                            | 2019年8月9日   | 2019年12月13日 |                                         |
| Hush Hush 〜ある日のリスとコヨーテ〜                          | ROJER                                    |                                                                                            | 2019年8月9日   | 2021年7月9日   |                                         |
| 僕らは静河くんを愛でている                                    | 桐原いづみ                               |                                                                                            | 2019年8月16日  | 2019年12月20日 |                                         |
| 恋する男子に星を投げろ!                                       | ゆとと（漫画）                           | 春日すもも（原作）                                                                         | 2019年10月4日  | 2020年10月16日 |                                         |
| 厨病激発ボーイ ヒーロー部活動記録                             | 志藤ミネ（漫画）                         | れるりり(Kitty creators)（原案） 藤並みなと（原作） 厨病激発ボーイ製作委員会（協力）       | 2019年10月11日 | 2020年5月8日   |                                         |
| SNSの王子様と、シンデレラの靴                                 | 萠千子（漫画）                           | 西ノ原はる（原作）                                                                         | 2019年10月11日 | 2020年6月12日  |                                         |
| 運命の人と出逢える恋するアプリ                                | 結城にこ（漫画）                         | 弥生万智（原作）                                                                           | 2019年11月1日  | 2021年3月5日   |                                         |
| どうやら彼女は宇宙人らしい。                                  | 吟華                                     |                                                                                            | 2019年11月8日  | 2021年8月27日  |                                         |
| 地獄から君を見ていた 〜国民的アイドルに愛されてます〜         | まるのみ（漫画）                         | 市来ミヤ（原作）                                                                           | 2019年11月8日  | 2020年9月4日   |                                         |
| 弊社の上司は元勇者〜私は新入社員で元魔法使い〜                | 次見やをら                               |                                                                                            | 2019年11月15日 | 2020年8月21日  |                                         |
| すずねとひだりて                                              | 榎のと                                   |                                                                                            | 2019年11月29日 | 2020年10月30日 |                                         |
| 若と花屋と花束と                                              | 高松翼（漫画）                           | 二々丘（原作）                                                                             | 2019年12月13日 | 2020年9月25日  |                                         |
| 映画大好きポンポさん the Omnibus                              | 杉谷庄吾【人間プラモ】                   |                                                                                            | 2020年2月28日  | 2022年2月25日  |                                         |
| これはあくまでフィクションだから!                             | 魚屋ウオ                                 |                                                                                            | 2020年4月24日  | 2021年7月2日   |                                         |
| あなたと食べるしあわせを－槇と花澤－                          | 七ノ日                                   |                                                                                            | 2020年4月24日  | 2020年10月2日  |                                         |
| 怪物さんは見守りたい                                          | 橘夏々                                   |                                                                                            | 2020年5月22日  | 2022年10月14日 |                                         |
| 乙ゲーにトリップした俺♂リロード                               | 花乃軍                                   |                                                                                            | 2020年6月5日   | 2022年12月2日  |                                         |
| 幼馴染みが還ってきました                                      | 杜若わか                                 |                                                                                            | 2020年8月7日   | 2020年11月13日 |                                         |
| とんで火に入るゆりの犬                                        | りべるむ                                 |                                                                                            | 2020年9月25日  | 2022年7月15日  |                                         |
| 久代くんはお憑かれ                                            | 長月双                                   |                                                                                            | 2021年2月12日  | 2022年5月20日  |                                         |
| 花紡ぐ、庇護ノ神                                              | 丹野いち子                               |                                                                                            | 2021年7月9日   | 2022年12月9日  |                                         |
| 雪と墨                                                        | Marita                                   |                                                                                            | 2021年10月15日 | 2022年7月22日  |                                         |
| 人生2周目はヤンデレ彼氏を甘やかしてハッピーエンドになります!! | 杜若わか                                 |                                                                                            | 2021年10月29日 | 2023年1月27日  |                                         |
| 俺が主役なわけがない                                          | ほとなか                                 |                                                                                            | 2021年12月24日 | 2022年12月23日 |                                         |
| ところにより犬や猫が降るでしょう                              | ちとせ                                   |                                                                                            | 2022年3月4日   | 2022年9月26日  |                                         |
| ニャリウッド! NYALLYWOOD STUDIOS SERIES                       | 杉谷庄吾（プロダクション・グッドブック） |                                                                                            | 2022年5月27日  | 2023年4月28日  |                                         |
| 動物病院のおふたりさん                                        | しののめ                                 |                                                                                            | 2022年6月24日  | 2022年12月27日 |                                         |
| お義母さんと相互                                              | 矢切めり                                 |                                                                                            | 2022年7月22日  | 2022年9月23日  |                                         |
| たってはいけない男子寮                                        | アヤノソーダ                             |                                                                                            | 2022年8月5日   | 2023年7月27日  |                                         |
| お前なんか大嫌いだバーカ!                                     | 砂尾                                     |                                                                                            | 2022年9月2日   | 2023年2月10日  |                                         |

## 映像化作品

### アニメ化
| 作品                       | 放送年 | アニメーション制作 | 備考          |
| -------------------------- | ------ | ------------------ | ------------- |
| ガイコツ書店員 本田さん    | 2018年 | ディー・エル・イー |               |
| ナカノヒトゲノム【実況中】 | 2019年 | SILVER LINK.       |               |
| アフリカのサラリーマン     | 2019年 | HOTZIPANG          | Webアニメあり |
| 佐々木と宮野               | 2022年 | スタジオディーン   | 映画あり      |

スピンオフが本誌に連載されている『映画大好きポンポさん』は本編が劇場アニメ化されている。

### 実写化
| 作品                       | 年              | 備考 |
| -------------------------- | --------------- | ---- |
| みなと商事コインランドリー | 2022年（第1期） |      |
| みなと商事コインランドリー | 2023年（第2期） |      |
| 君には届かない。           | 2023年          |      |
| 佐原先生と土岐くん         | 2023年          |      |